# Rakovčani
Rakovčani (szerbül: Раковчани), bosnyák falu Bosznia-Hercegovinában, Bosanska krajina területén, Prijedor községben, a Szerb Köztársaságban. 

## Fekvése
Bosznia-Hercegovina északnyugati részén, Banja Lukától légvonalban 47, közúton 61 km-re északnyugatra, községközpontjától légvonalban és közúton 4 km-re nyugatra, a Szana bal partjától nyugatra fekvő dombvidéken, 135 – 250 méteres tengerszint feletti magasságban fekszik. Több, szétszórt, kis településből áll. 

## Népessége
| Nemzetiségi csoport | Népesség 1991 | Népesség 2013 |
| ------------------- | ------------- | ------------- |
| Szerb               | 0             | 0             |
| Bosnyák             | 1406          | 572           |
| Horvát              | 15            | 6             |
| Jugoszláv           | 5             | 0             |
| Egyéb               | 3             | 4             |
| Összesen            | 1429          | 582           |

## Története
A Szana partján előkerült régészeti leletek tanúsága szerint a falu területe már a 6. században is lakott volt. Az itteni sírokban talált leletek a 6. századi keleti gót-gepida kultúrkörhöz tartoznak.
A település 1878-ig tartozott az Oszmán Birodalomhoz, ekkor a berlini kongresszus határozata alapján az Osztrák-Magyar Monarchia része lett. 1879-ben az első osztrák-magyar népszámlálás során a Prijedori járáshoz, és Ljubija községhez tartozó településnek 56 háztartása és 377 muszlim lakosa volt. 1910-ben a településen 72 háztartást és 409 muszlim lakost találtak. A monarchia szétesésével 1918-ban előbb a Szerb-Horvát-Szlovén Királyság, majd 1929-től a Jugoszláv Királyság része. 1921-ben a községnek 78 háztartása és 472 lakosa volt. Jugoszlávia megszállása után a falu a Független Horvát Állam (NDH) része lett. 
1945-től a település a szocialista Jugoszlávia része volt. 1963-ig Ljubija község része volt. A boszniai háború idején a település a Boszniai Szerb Köztársasághoz tartozott. 1992. július 20-án, majdnem két hónappal a Prijedor elleni támadás (1992. április 29-30.) után a boszniai szerb hadsereg támadást indított Rakovčani, a Prijedor község „Brdo” szektorában található falu ellen. A férfiakat elválasztották családjuktól, és kénytelenek csatlakozni más, ugyanabból a faluból származó férfiakhoz, akiket már korábban letartóztattak. A katonák semmilyen információt nem adtak a letartóztatások okairól, sem a fogvatartás helyéről. Az ICTY előtt több tanútól származó bizonyítékok megerősítik, hogy a letartóztatott férfiakat 1992. július 20-21. körül a keratermi táborba vitték, ahol néhány napig fogvatartották. Július 24-én a katonák tüzet nyitottak ezekre a foglyokra, így nagyon kevés túlélő maradt. A daytoni békeszerződést követő területfelosztásnál a település Prijedor község részeként a Szerb Köztársaság területéhez került.

## Nevezetességei
Bošnjica Voče - Rakovčaniban a Szana folyó teraszán egy kora középkori régészeti lelőhely található. A folyóparti Bošnjića Vočében mintegy 70 sírt tartalmazó nekropoliszt találtak. A feltárásokat 1959 és 1964 között Nada Miletić vezette. A sírok délkelet-északnyugati tájolásban, 0,55 – 1,36 méteres mélységbenkerültek elő. A sírok között deszkából (Totenbrett) és kivájt fákból (Totenbaum) készült védőkeretes temetkezési helyeket is feljegyeztek. A sírokban gazdag mellékletek, főleg ékszerek és ruhadarabok (fülbevalók, karkötők, nyakláncok, fibulák, csatok, fésűk) voltak. Sok közülük először jelent meg Bosznia-Hercegovinában, sokból pedig itt találták az egyetlen példányt. A leletanyag elemzése megállapította, hogy a leletek a 6. századi keleti gót-gepida kultúrkörhöz tartoznak. Itt jegyezték fel a koponya mesterséges deformációjának előfordulását is, amelyet a germán, jelen esetben a keleti gót etnikumnak tulajdonítanak.